# Gara Predeal
Gara Predeal este o gară care deservește orașul Predeal, județul Brașov, România. Clădirea gării, caracterizată prin acoperișul de forma unui paraboloid hiperbolic, a fost proiectată de arhitecții Ilie Dumitrescu și Irina Rosetti.

## Imagini

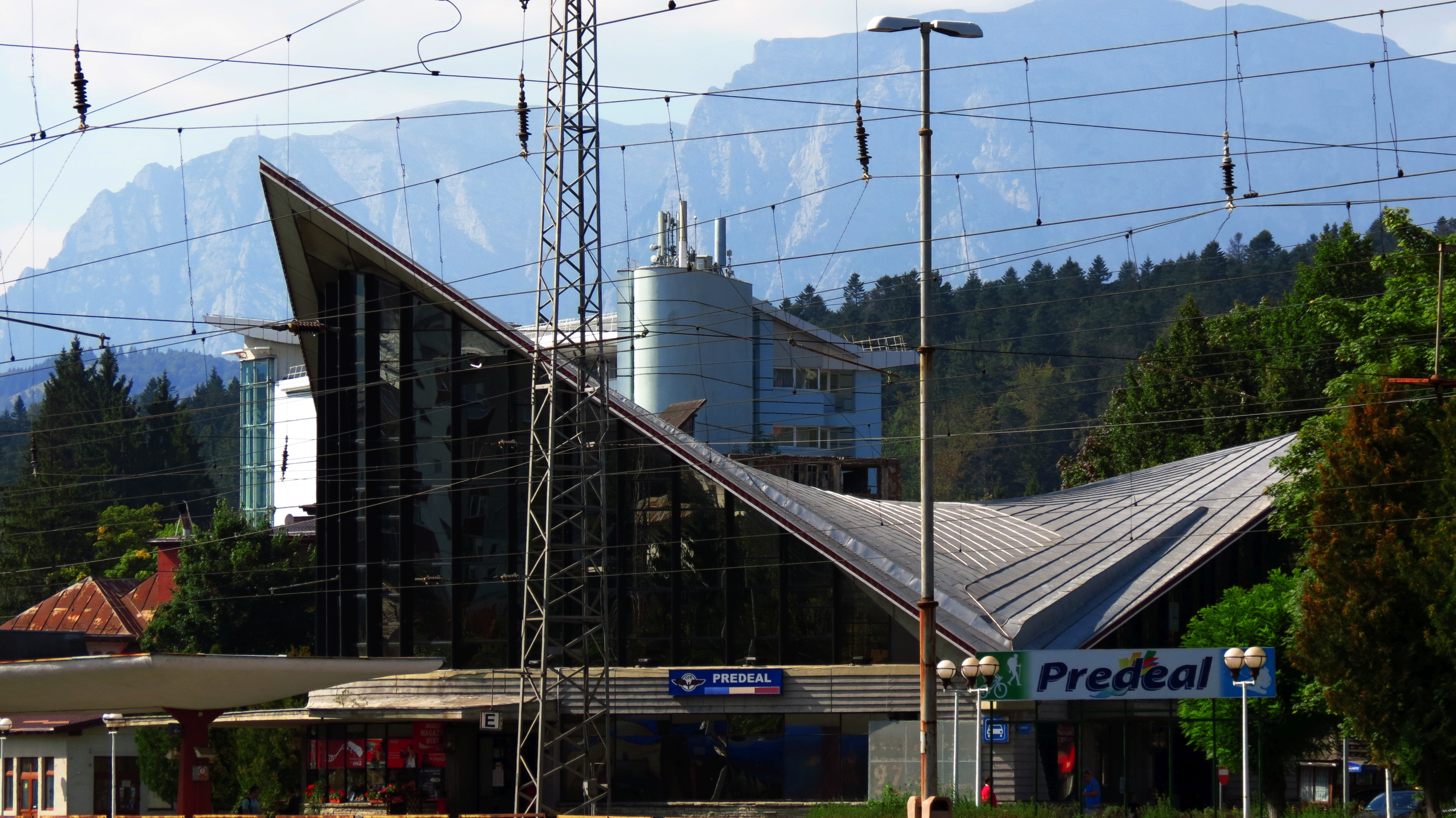
Gara Predeal
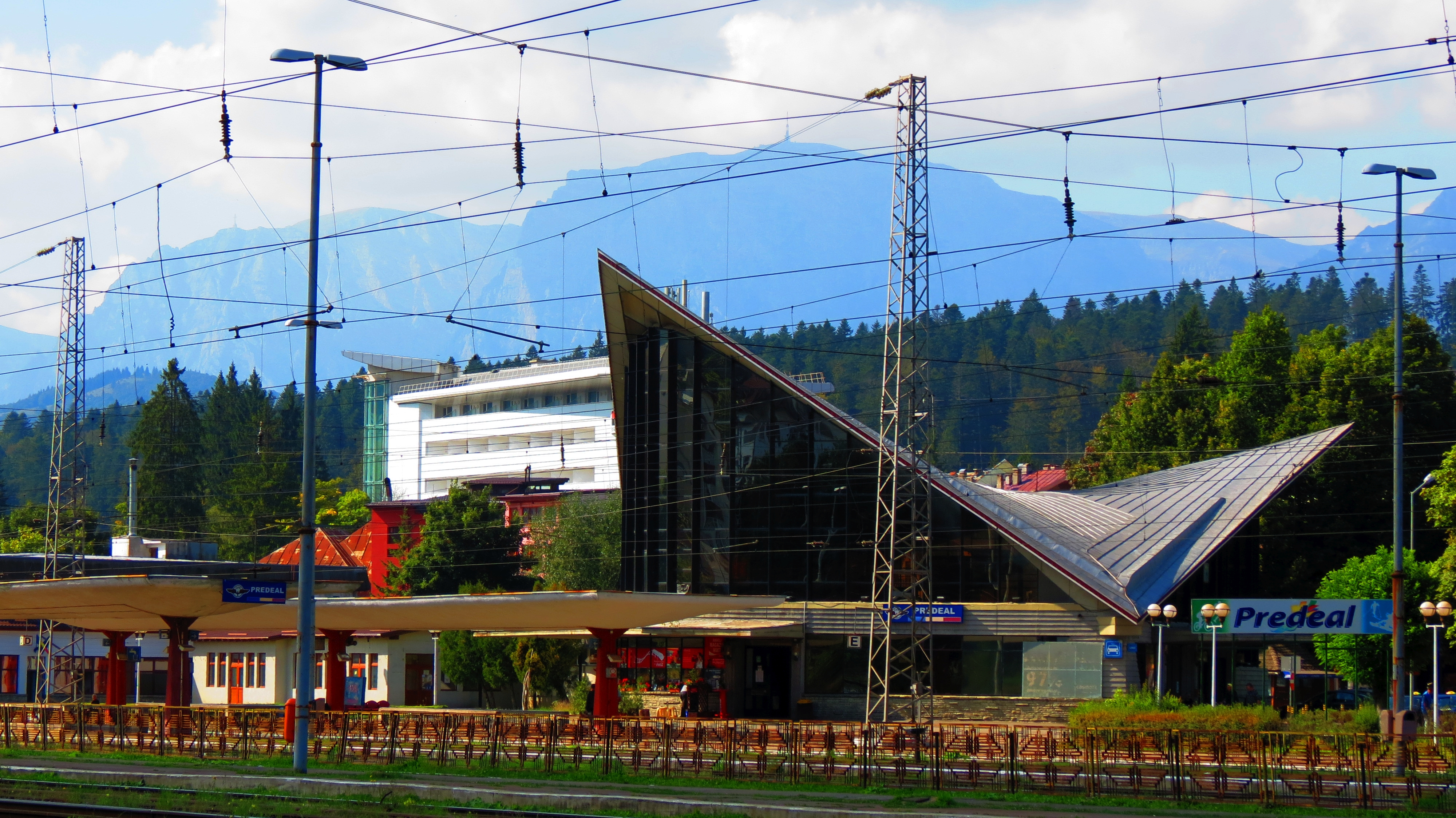
Gara Predeal
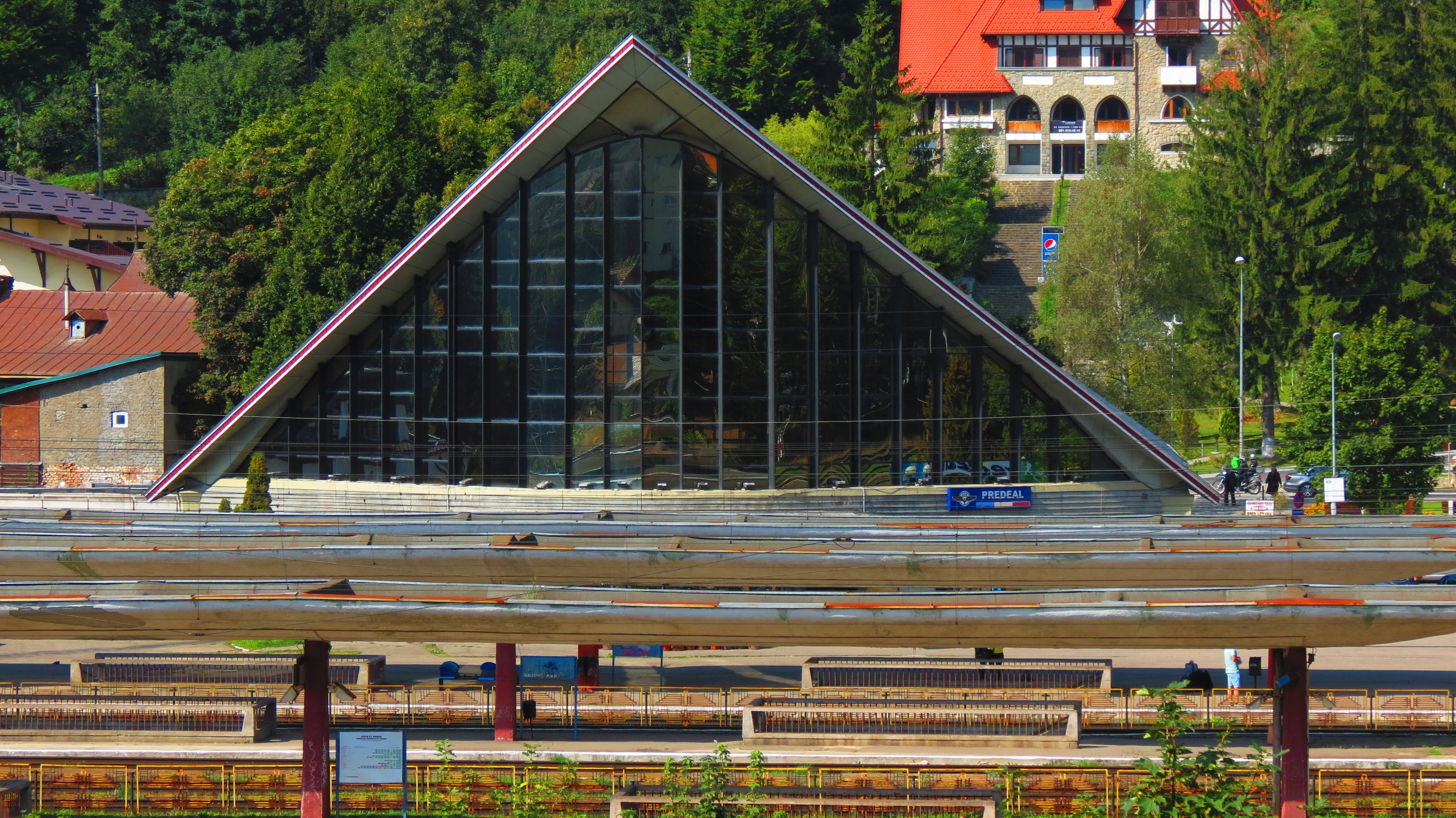
Gara Predeal
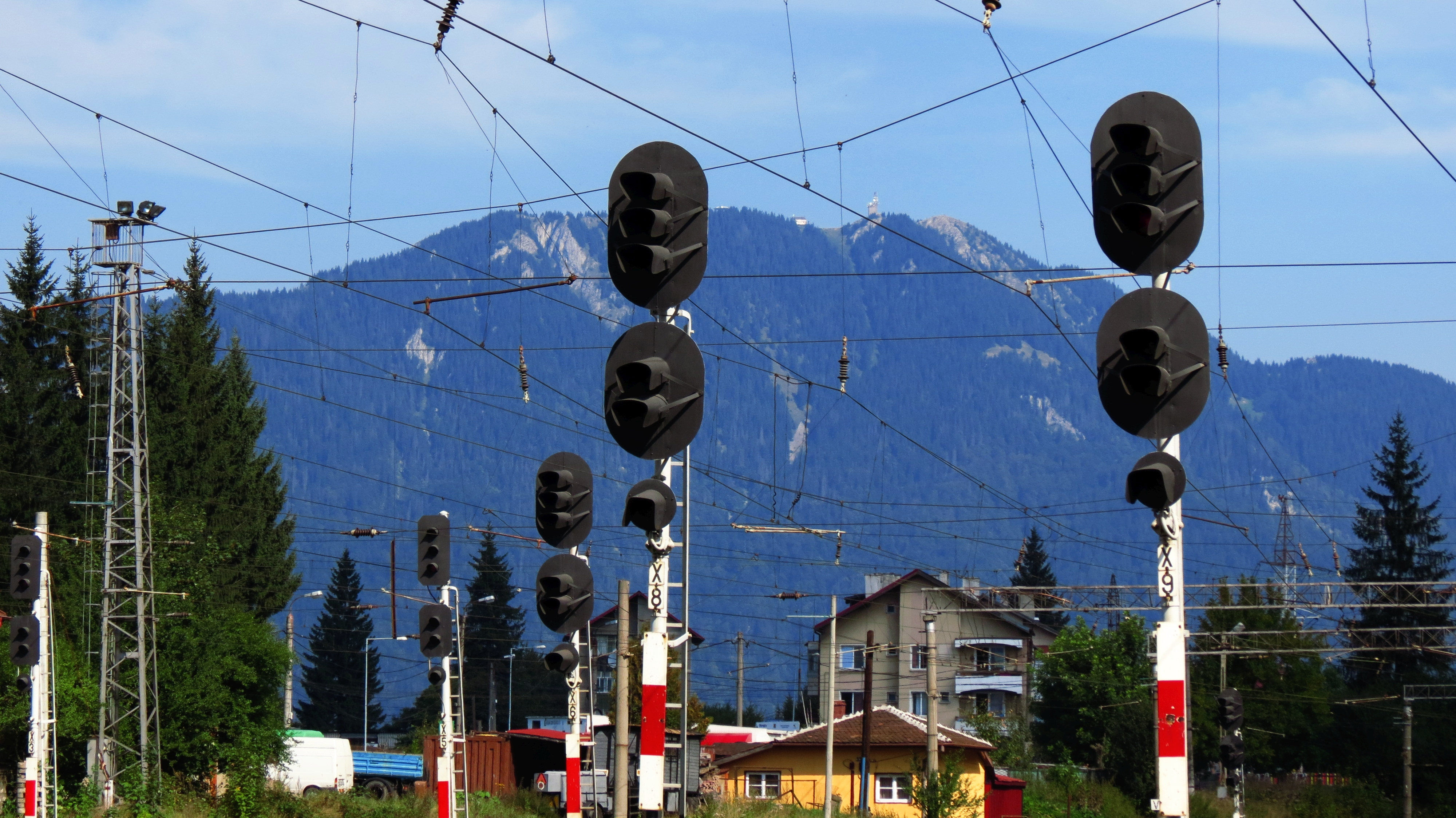
Vedere spre Masivul Postăvarul

## Legături externe
- Gara Predeal la metropola.info
- Istoria Gării Predeal Gara Predeal 1879 - 2019